# Stephen Schwartz
 Der er for få eller ingen kildehenvisninger i denne artikel, hvilket er et problem. Du kan hjælpe ved at angive troværdige kilder til de påstande, som fremføres i artiklen.

Stephen Lawrence Schwartz (født 6. marts 1948 i New York) er en amerikansk tekstforfatter og komponist af musicalmusik. Sammen med Disneykomponisten Alan Menken vandt Schwartz Oscar for både bedste filmmusik of bedste sang (Colors of the Wind) for Disneyfilmen Pocahontas fra 1995. Schwartz vandt yderligere en Oscar for bedste sang (When You Believe) for Prinsen af Egypten fran 1998. Han samarbejdede også med Alan Menken på Disneyfilmene Kolkkeren fra Notre Dame frå 1996 og Fortryllet fra 2007.